# Дем'ян Бєдний
Юхим Олексійович Придворов (літературний псевдонім — Дем'я́н Бє́дний; 13 квітня 1883, Губівка — 25 травня 1945, Барвиха) — російський радянський поет та громадський діяч, один з основоположників соціалістичного реалізму в поезії. Член правління Всеросійської асоціації пролетарських письменників з 1925 року та член Спілки письменників СРСР.

## Життєпис
Народився 1 [13] квітня 1883 в селі Губівці (нині Кропивницький район Кіровоградської області, Україна) у сім'ї селянина-бідняка. 1894 року закінчив сільську школу. Протягом 1896—1900 років продовжив навчання у Київській військово-фельдшерській школі, де йому як найкращому учневі було дозволено, за високим наказом великого князя Костянтина Костянтиновича, скласти екстерном іспити за курс класичної гімназії з умовою попередньої служби в армії. У 1900—1904 роках служив у військовому лазареті у Єлисаветграді.
Протягом 1904—1908 років навчався на історико-філологічному факультеті Санкт-Петербурзького університету (не закінчив). Член Російської соціал-демократичної робітничої партії з 1912 року. До 1914 року мешкав у Санкт-Петербурзі. Протягом 1914—1915 років — учасник Першої світової війни, військовий фельдшер.
1916 року повернувся до Петрограда. У 1917 році із захопленням зустрів Жовтневу революцію. 1918 року переїхав до Москви.
У грудні 1930 року спеціальна Постанова ЦК ВКП(б), у ситуації зростання загальної культури читачів і розквіту багатьох поетичних напрямів, засудила його віршовані фейлетони «Злазь з грубки» і «Без посуду» за оголошення «лінощів» і «сидіння на пічці» мало не «національною рисою росіян».
Брав участь у цькуванні Олександра Довженка за фільм «Земля». Був одним з ініціаторів створення Літературного об'єднання Червоної армії і Флоту, що існувало у 1930—1934 роках.
У 1938 році був виключений з партії (відновлений посмертно в 1956 році), позбавлений доступу до друку та жив продаж книг з особистої бібліотеки.
В Москві мешкав в будинках на Рождєственському бульварі, № 16 (з 1933 по 1943 рік) та вулиці Горького, № 8. Помер 25 травня 1945 у селі Барвисі Московської області (нині Росія). Похований в Москві на Новодівичому цвинтарі.

## Творчість
Друкуватися почав з 1899 року в газеті «Киевское слово»; у петербурзькому друці — з 1901 року. Співпрацював з газетами «Звездою» (1911 року опублікував вірші «Про Дем'яна Бідного — мужика шкідливого», звідки і взято псевдонім поета), з 1912 року і до кінця життя — з «Правдою» (зокрема у № 1 «Правди» на першій сторінці був надрукований його вірш «Полна страданій нашихъ чаша»); друкувався також у журналах «Русское богатство», «Сучасний світ». Видавався санкт-петербурзьким більшовицьким видавництвом «Життя та знання».
Перша збірка віршів, пісень, байок, віршованих повістей, фейлетонів — «Байки», видана 1913 року. 1914 року присвятив Тарасу Шевченку байку «Біля великої могили» спрямовану проти паплюження його пам'яті газетою «Новое время».
В роки Громадянської війни писав агітаційні вірші та пісні (зокрема у віші «Маніфест барона фон Врангеля» застосував макаронічну мову). 1918 року написав популярну пісню «Так як матінка мене проводжала». Сатири письменника виходили окремими виданнями у Києві, Одесі, Харкові, друкувалися в газетах. Його вірші друкувалися на агітплакатах.
Серед інших творів байки, вірші, пісні:
- «Диво дивне та інші казки» (1916);
- «Всяк Веремій про себе розумій» (1917);
- «Правда і Кривда» (1917);
- «Про землю, про волю, про робочу долю» (1917, героїко-сатирична епопея); «Зміцнюйте „Правду“» (1917), «Таврійський палац» (1917), «Гатчинський урок» (1919), «Незламна твердиня» (1927), «Ленінграду» (1941), «Неминуче» (1943), «Слава» (1943) — вірші присвячені Ленінграду[20];
- «Про Митьку-бігунця і його кінець» (1918);
- «Каїнова спадщина» (1919);
- «Пісні минулого» (1919);
- «Земля обітована» (1920) — поема;
- «Головна вулиця» (опублікована 7 листопада 1922 року[27]) — поема про революційний народ;
- «Праця» (1922), «Тяга» (1924), «Героїчна пам'ятка» (1937) — вірші про героїчну працю радянських людей;
- «Як 14-та дивізія в рай йшла» (1923, однойменна п'єса — 1932);
- «Робітниче привітання», «Любимому» (1923), «Ленінському набору» (1924), «Сніжинки» (1925), «Ленін з нами» (1944) — вірші присвячені Володимиру Леніну;
- «Новий Заповіт без вади євангеліста Дем'яна» (1925);
- «Хрюкаючий неп» (1926);
- «Танька — Ванька» (1927);
- «Ніхто не знав» (1927);
- «Пороги», «Квіти і корені», «Колгосп „Червоний кут“» (1936, повість[d]), «Вставай, Україно», «Біля могили Тараса Шевченка», «Салют переможцям», «Одеса», «Визволителям Полтави» — твори присвячені Україні[13];
- «Москва», «Симфонія Москви», «Москва салютує!», «Столиця — народ» — вірші присвячені Москві[18].

1920 року за байкою «Про Митьку-бігунця і його кінець» поставлено український фільм з однойменною назвою.
Писав українською мовою («Панська рада (українцям)», «Осиковий кіл раді», «Замість волика»).
Особливу увагу приділяв антирелігійній пропаганді, був постійним автором газети «Безбожник».
У роки німецько-радянської війни писав патріотичні вірші й поеми («Я вірю в свій народ!» та інші). Твори перших місяців війни носять форми заклинання, прокляття, присяги, плачу, прямого заклику. Друкувався у «Правді», «Известиях», «Комсомольській правді», «Красному флоті» та інших газетах, робив підписи у Вікнах ТАРС.
У перекладі українською мовою вийшли «Байки і віші» (1936), «Вибране» (1951), «Павуки та мухи» (1957). Його твори перекладали Микола Терещенко, Максим Рильський, Валер'ян Поліщук, Іван Кулик, Микита Годованець.
Книжкова збірка поета входить у фонди бібліотеки Літературного музею в Москві. Деякі оригінали документів поета зберігаються в архіві Інституті світової літератури імені Максима Горького в Москві.

## Відзнаки
- Георгіївська медаль (1915; за хоробрість)[11];
- орден Червоного Прапора (1923; за агітаційну роботу в лавах Червоної армії)[30];
- орден Леніна (1933; у зв'язку з 50-річчям)[11].

## Вшанування
- У 1925 році ім'я «Бєднодем'яновськ» було присвоєно місту Спаську Пензенської області Росії. 13 жовтня 2005 місту повернуто історичну назву;
- У 1931 році було відкрито групу арктичних островів, яким було присвоєно назву «Острови Дем'яна Бєдного»;
- В його рідному селі Губівці на будівлі середньої школи встановлена мармурова меморіальна дошка, що свідчить про народження поета в цьому селі;
- На честь поета названо селище Дем'ян Бєдний Жердевського району Тамбовської області Росії;
- 1961 року в Москві на честь Дем'яна Бєдного названо вулицю[31];
- У 1963 році Поштою СРСР випущена поштова марка з портретом Дем'яна Бєдного номіналом 4 копійки;
- В Москві на будинках на Рождествєнському бульварі, № 16 та Тверській вулиці, № 8, де мешкав поет, встановлені меморіальні дошки[31];
- На честь поета у низки населених пунктів Української РСР були названі вулиці (нині перейменовані), зокрема у Києві, Броварах, Мелітополі, Жмеринці;
- 1983 року Поштою СРСР випущений маркований конверт з портретом Дем'яна Бєдного;
- У 1985 році спущений на воду пасажирський теплохід «Дем'ян Бєдний»[32] (рос.).

## Виноски
1. ↑  Друкувався також під іншими псевдонімами[8].
2. ↑  Його байка «Борись чи вмирай», відправлена перед публікацією на перегляд Йосипу Сталіну і жорстко ним розкритикована[12].
3. ↑  З напису на меморіальній дошці.
4. ↑  Нова редакція 1941 року — «Степан Завгородній».